# Herman Gillis
Herman Gillis (Reet, 1963) is een Belgisch gitarist, muziekproducent, elektronicus en uitvinder en maker van de Sherman Filterbank.

## Beginjaren
Als kind experimenteerde Gillis met electronica.  Hij kocht zijn eerste gitaar op 14-jarige leeftijd en deed mee in lokale bands.
Op 18-jarige leeftijd richtte Gillis zijn eerste band op: the Primitifs. Na de split van de band vormde Gillis met twee andere overgebleven leden The Passion of a Primitif waarmee ze in 1986 de tweede prijs haalden op Humo's Rock Rally, voor The Wolf Banes en Kloot Per W. Als prijs mochten ze een CD opnemen bij Jo Casters.
Jo Casters vroeg Gillis om over te stappen als gitarist naar Caster’s darkwave groep Poésie Noire.

## New Beat
Samen met Jo Casters wordt Gillis gezien als de grondleggers van de New Beat. Gilles maakte in 1987-1989 als Sherman deel uit van het producerstrio Morton Sherman Belucci, samen met Jo Casters (Morton) en Roland Beelen (Belucci). In 1987 brachten ze meer dan 100 New Beat-nummers uit en waren daarmee het meest productief in de New Beat-scene. De grootste hits waren Move Your Ass and Feel the Beat en Taste Of Sugar.

## Sherman Productions
Eind 1988 richt Gillis zijn eigen productiebedrijf op: Sherman Productions. Na de New Beat-periode produceerde Gilles verschillende dance acts, waaronder MC Baker en Maree. Met Jo Casters maakte hij ook zware industrial met de band In Sotto Voce, en solo als Boris Mikulic.
Gillis speelde ook in de band Running Cow, waarin ook zanger Daan zat, en wat later Volt zou worden. Gillis zorgde voor de productie samen met Wouter Van Belle.

## Muziekfilters
Gillis is bekend voor het maken van de eerste handgemaakte filter, de Sherman Filterbank een analoog muziekeffectapparaat gebruikt door artiesten zoals Air, The Chemical Brothers, Madonna of de The Rolling Stones. De eerste exemplaren verschenen in 1995. De Sherman Filterbank verkreeg binnen de muziekwereld een cultstatus.